# Erich Muscholl

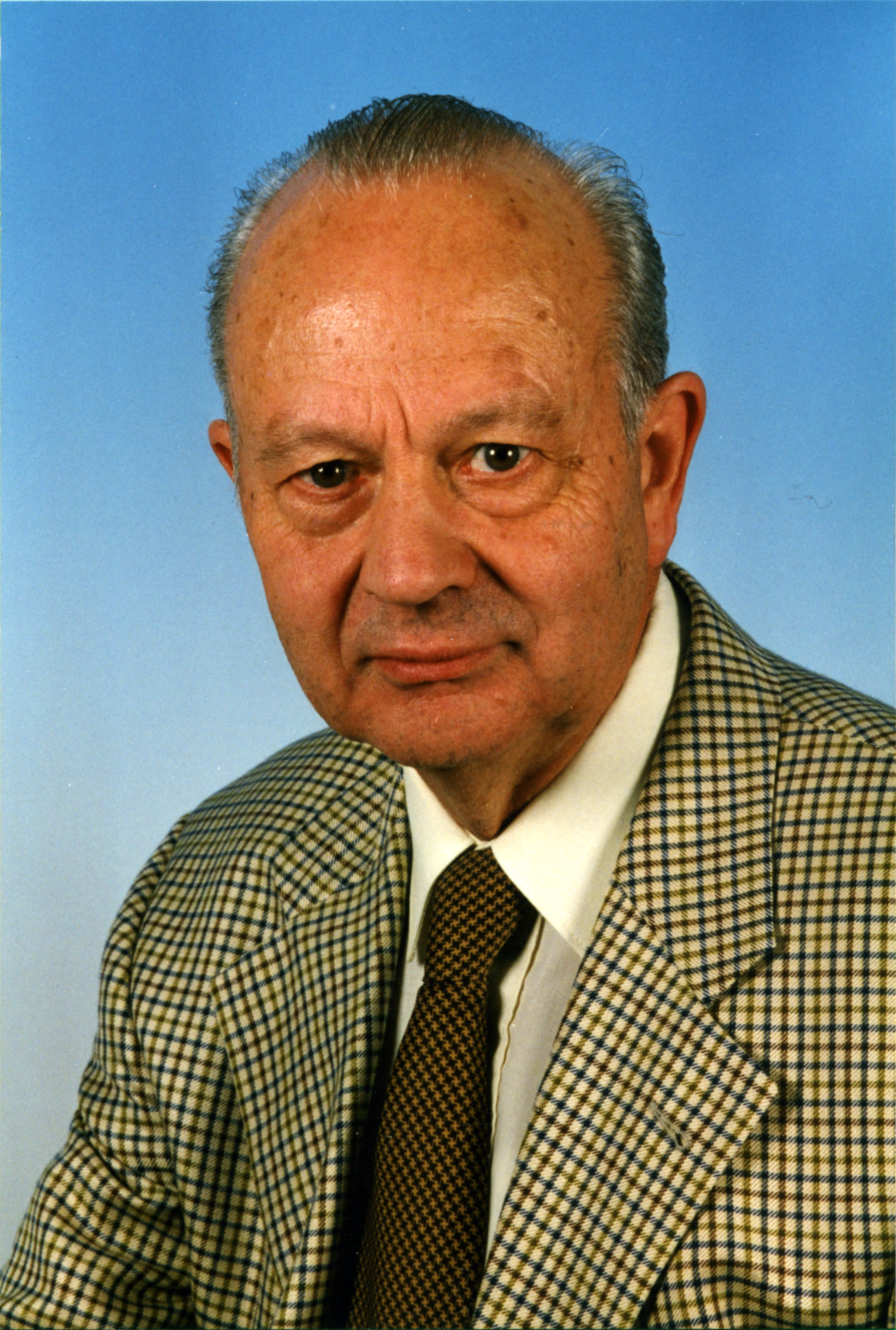
Erich Muscholl

Erich Otto Rudolf Muscholl (* 3. Juli 1926 in Biskupitz-Borsigwerk, einem Stadtteil von Hindenburg; † 17. Januar 2019 in Mainz) war ein deutscher Arzt und Pharmakologe.

## Leben
Seine Eltern waren der praktische Arzt Erich Georg Günther Muscholl und seine Ehefrau Johanna geb. Bartsch. Erich besuchte das Gymnasium in Glatz. Im September 1943, ein halbes Jahr vor dem geplanten Abitur, wurde seine Klasse auseinandergerissen: Der Jahrgang 1925 kam zum Reichsarbeitsdienst oder zur Wehrmacht, Muscholl wurde mit dem Jahrgang 1926 in Stettin als Luftwaffenhelfer eingesetzt. Im Mai 1944 war er zum letzten Mal zu Hause, dann wurde er zur Wehrmacht eingezogen. Seine Heimat sah er nie wieder. Im April 1945 verwundet, erlebte er das Kriegsende im Lazarett. Im Dezember 1945 wurde er aus englischer Kriegsgefangenschaft entlassen. In Stockum, einem Ortsteil von Werne an der Lippe, traf die Familie sich wieder. Am Freiherr-vom-Stein-Gymnasium in Lünen legte Muscholl 1946 die Abiturprüfung ab. Von 1947 bis 1952 studierte er an der neu gegründeten Johannes Gutenberg-Universität Mainz Medizin. Ab 1950 fertigte er außerdem am Pharmakologischen Institut bei Gustav Kuschinsky seine Dissertation an, so dass er nach dem Staatsexamen 1952 gleich zum Dr. med. promoviert und Volontärassistent am Pharmakologischen Institut mit einem Monatsgehalt von DM 200,– wurde.
Ein neuer beruflicher Abschnitt begann, als er 1956 als Stipendiat des British Council in das von John Henry Gaddum geleitete Pharmakologische Institut der University of Edinburgh eintrat. Die Fragestellungen und Methoden waren ganz anders, als er sie bisher kennengelernt hatte. Er arbeitete im Labor von Marthe Vogt, und bei ihr wurde die Physiologie und Pharmakologie des Sympathikus sein Hauptthema. 1957 nach Mainz zurückgekehrt und jetzt voll bezahlter Assistent, habilitierte er sich mit einer Arbeit Der Gehalt des Herzens an Noradrenalin und Adrenalin unter verschiedenen experimentellen Bedingungen für Pharmakologie und Toxikologie. Im Mai 1960 heiratete er Hilde Elisabeth Rosa Osburg, mit der er zwei Söhne und eine Tochter hatte. 1973 wurde er Nachfolger von Gustav Kuschinsky auf dem Mainzer Pharmakologie-Lehrstuhl. 1991 wurde er emeritiert.

## Werk
Muscholl hat das Wissen um den Sympathikus und seinen Neurotransmitter Noradrenalin, darüber hinaus aber auch die Neurowissenschaften allgemein, vor allem durch fünf Entdeckungen wesentlich bereichert.
Mit Marthe Vogt hat er die Wirkungsweise des Alkaloids Reserpin geklärt: Es entleert die Noradrenalin-Vorräte der postganglionären sympathischen Nervenzellen und vermindert dadurch die Reaktion der Organe auf Sympathikusaktivität.
Um 1960 entdeckte er gleichzeitig mit der Gruppe von Julius Axelrod, zu der auch der Freiburger Pharmakologe Georg Hertting gehörte, was aus Noradrenalin wird, nachdem es aus den Endigungen der Axone, also der langen Nervenzellfortsätze, freigesetzt wurde: Es wird durch einen aktiven Transport wieder in die Axone aufgenommen und anschließend in intrazellulären Vesikeln gespeichert. Ähnlich verhält es sich mit den Neurotransmittern Dopamin und Serotonin. Die Entdeckung war fundamental für die Neurophysiologie und für das Verständnis der Wirkung der Antidepressiva und der psychotropen Wirkung des Kokains.
Gemeinsam mit dem jugoslawischen Pharmakologen Seid Huković hat Muscholl 1962 ein Versuchsmodell entwickelt – ein isoliertes Herz mit intakten sympathischen Nerven –, mit dem zum ersten Mal nachgewiesen wurde, dass für die Freisetzung von Noradrenalin Calcium notwendig ist, und mit dem die Wirkung zahlreicher Pharmaka auf Nervenzellen analysiert wurde, unter anderem die Wirkung von Ethanol auf Ionenkanäle.
Mit Konrad Löffelholz und Ruth Lindmar hat Muscholl 1968–1970 entdeckt, dass an den Endigungen von Axonen G-Protein-gekoppelte Rezeptoren vorkommen, sogenannte präsynaptische Rezeptoren. Bei dem in Mainz gefundenen Prototyp handelte es sich um Muskarinrezeptoren an den Endigungen postganglionärer sympathischer Axone; ihre Aktivierung hemmt die Freisetzung von Noradrenalin. Doch kommen präsynaptische Rezeptoren auch an vielen anderen, wenn nicht sogar allen Nervenzellen vor und tragen zur Regelung ihrer Funktion bei. Opioide und Cannabinoide wirken zum Beispiel vor allem über präsynaptische Rezeptoren.
Schließlich hat Muscholl den Wirkmechanismus des Antihypertensivums Methyldopa geklärt. Aus Methyldopa entsteht im Körper α-Methyldopamin und weiter α-Methylnoradrenalin. Das letztere ist ein sogenannter „falscher Transmitter“, der wie körpereigenes Noradrenalin gespeichert, freigesetzt und anschließend wieder in die Endigungen der Axone aufgenommen wird.
Den Stand der Forschung in seinem Arbeitsgebiet hat Muscholl gemeinsam mit dem Oxforder Pharmakologen Hermann Blaschko 1972 im Band 33 Catecholamines des Handbook of Experimental Pharmacology zusammengefasst.
Muscholl war viele Jahre Mitherausgeber der Fachzeitschrift Naunyn-Schmiedebergs Archiv. Als Inhaber des Mainzer Pharmakologie-Lehrstuhls hat er die traditionell in Mainz stattfindenden Frühjahrstagungen der Deutschen Gesellschaft für Experimentelle und Klinische Pharmakologie und Toxikologie organisiert.
Nach seiner Emeritierung verwaltete er bis 2012 das Archiv dieser Gesellschaft, die mit ihrer Gründung 1920 die zweitälteste pharmakologische Gesellschaft der Welt ist (nach der 1908 gegründeten American Society for Pharmacology and Experimental Therapeutics). In diesem Zusammenhang hat Muscholl die Tagebücher des Berliner Pharmakologen Wolfgang Heubner maschinenschriftlich transkribiert. Heubner führte die Tagebücher von 1917 bis 1956 fast ohne Unterbrechung; sie umfassen 28 Bände. Sie sind eine wichtige Quelle zur Pharmakologiegeschichte, zur Wissenschaftsgeschichte und zur allgemeinen Geschichte.

## Anerkennung
1983 wurde Muscholl Mitglied der Deutschen Akademie der Naturforscher Leopoldina. 1984 erhielt er den Preis der Feldberg Foundation. 1996 machte ihn die Deutsche Gesellschaft für Experimentelle und Klinische Pharmakologie und Toxikologie zum Ehrenmitglied, 2010 verlieh sie ihm mit der Schmiedeberg-Plakette ihre höchste Ehrung. 2008 erhielt er den Landesverdienstorden, die prominenteste Auszeichnung des Landes Rheinland-Pfalz.